# Big Time Records
Big Time Records fue un sello discográfico independiente con sede en Sídney, Australia. El sello era propiedad de Lance Reynolds y Fred Bestall, quienes dirigían a Air Supply en sus inicios, entre otros. Desde 1979 hasta 1981, Big Time fue distribuido por Wizard Records, que fue comprada por EMI (Australia) Ltd. 
En 1987-88, la distribución se trasladó a BMG y los lanzamientos se realizaron con más frecuencia con RCA, BMG y Big Time simultáneamente. Había sucursales regionales con oficinas en Londres y Los Ángeles, publicando como Big Time Records (UK) Ltd y Big Time Records (America) Inc.
En su apogeo a mediados de la década de 1980, Big Time tuvo artistas como Love & Rockets, The Dream Syndicate, Love Tractor, The Lucy Show, Redd Kross, Jazz Butcher Conspiracy, Dumptruck, Hoodoo Gurus, Detective Red, The Trilobites, The Turbines y Alex Chilton. También lanzaron el sencillo "Saturday at 3PM" de Darius and the Magnets en 1984.
En 2018 el sello fue reactivado por los nuevos propietarios, la banda australiana de rock Hoodoo Gurus para la reedición en vinilo de su álbum de regreso Chariot of the Godss con Universal Music Australia.

## Filiales y sellos discográficos
Es probable que esta lista esté incompleta y que algunas de las fechas sean inciertas.
- Big Time Records (America) Inc.[4]
- Big Time Records (UK) Ltd[5]